# Frölunda HC
Der Frölunda HC (früher Västra Frölunda HC) ist ein schwedischer Eishockeyverein aus Göteborg.

## Geschichte

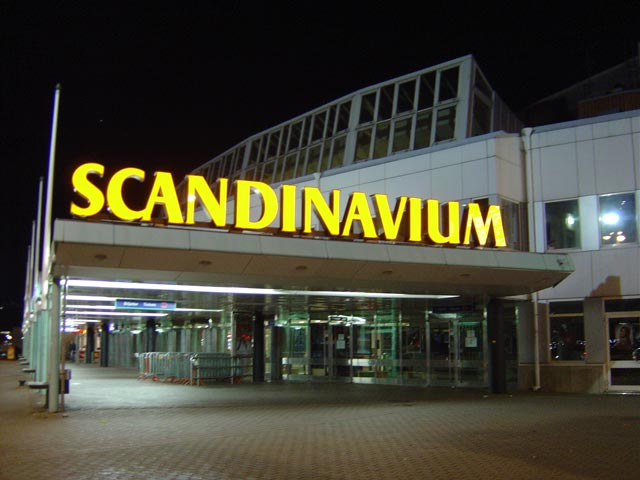
Das Scandinavium, Hauptspielstätte des Frölunda HC

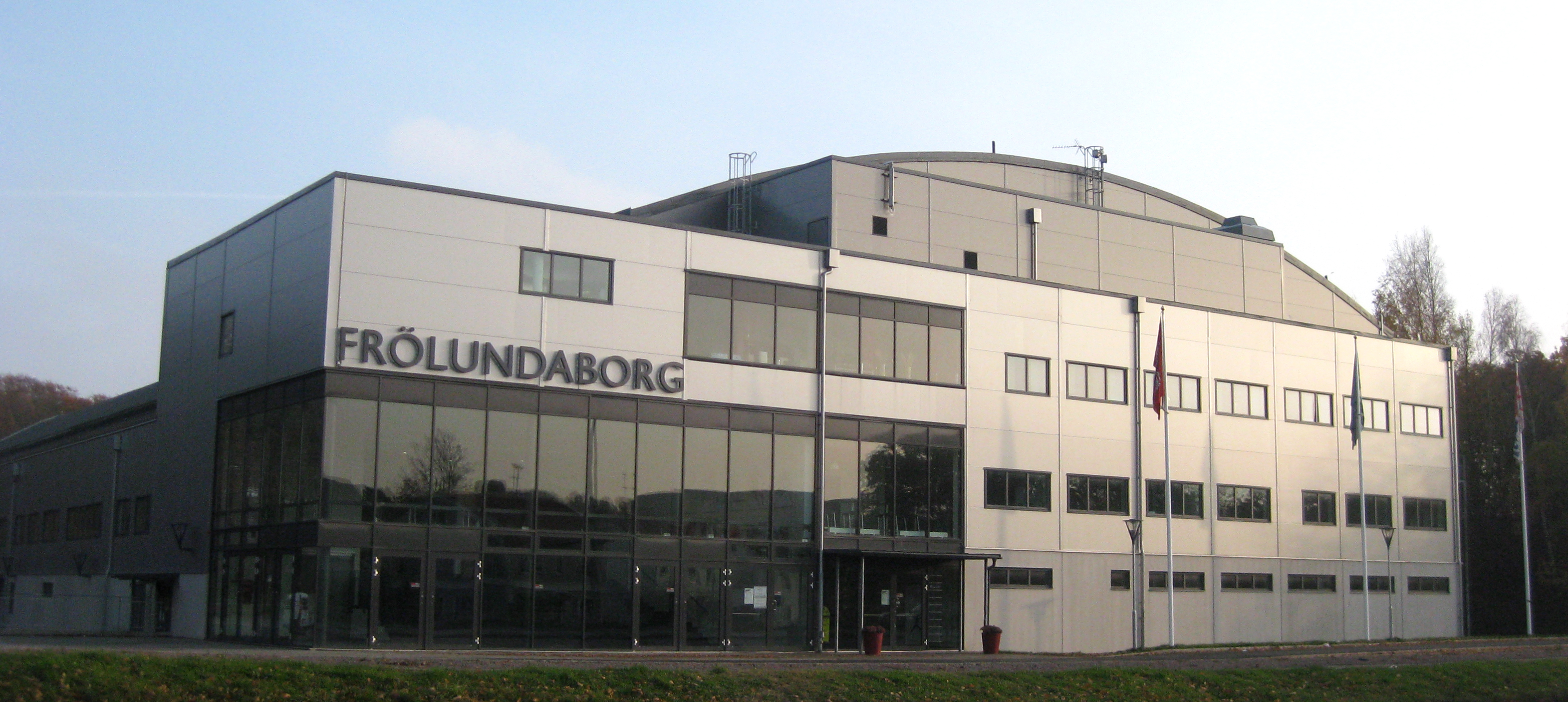
Das Frölundaborgs isstadion, Ausweichspielstätte des Frölunda HC

Der Verein ist nach einem Göteborger Stadtteil benannt und war bis 1984 eine Sektion des Sportclubs Västra Frölunda IF. Dieser Club entstand 1930 und seit etwa 1944 gehörte Eishockey zum Programm. 1965 konnte die Mannschaft zum ersten Mal die schwedische Meisterschaft gewinnen. Zwei weitere Meisterschaften folgten 2003 sowie 2005. Zuvor war Frölunda HC 1984 aus der Elitserien abgestiegen, konnte aber 1990 den Wiederaufstieg feiern. Die Heimspiele trägt der Verein überwiegend in der Mehrzweckhalle Scandinavium aus. Wenn diese durch eine andere Veranstaltung nicht verfügbar ist, zieht der Frölunda HC in das Frölundaborgs isstadion um.
Im Frühjahr 2006 gelang dem Verein im Halbfinale der schwedischen Meisterschaft gegen Linköping HC eine unvorstellbare Aufholjagd. Nachdem man in der Best-of-Seven-Serien schon mit 1:3 Spielen zurücklag, konnte die Mannschaft das Verhältnis noch zu einem 4:3 umwandeln und das Finale erreichen. Dort verlor Frölunda dann im sechsten Spiel der Best-of-Seven-Reihe mit 5:3 gegen Färjestad BK, nachdem sie bereits mit 2:3 in der Best-of-Seven-Reihe zurücklagen, und wurde Vizemeister.
In der Saison 2014/15 erreichte Frölunda das Finale der ersten Austragung der Champions Hockey League, das er gegen Luleå HF verlor. Das Finale im folgenden Jahr gewann Frölunda hingegen auswärts gegen die finnische Mannschaft Oulun Kärpät. Kurze Zeit später konnte man die vierte nationale Meisterschaft gewinnen. In der Saison 2016/17 wurde das Finale gegen die tschechische Mannschaft HC Sparta Prag gewonnen und 2018/19 auch das Finale gegen den EHC Red Bull München. Anschließend feierte man im Frühjahr die fünfte Meisterschaft. 2020 gelang dem Team durch den Finalsieg gegen Hradec Králové der nächste CHL-Titel. Frölunda HC ist damit mit bereits vier Titeln Rekordmeister des höchsten europäischen Eishockeywettbewerbs.
Seit 1995 bis 2021 ist auf dem Logo des Teams ein Indianer zu sehen, der Club trägt den Beinamen Indians. Der Club kündigte an, das Logo zur Saison 2021/22 zu ändern. Die Juniorenmannschaft gewann zwischen 1976 und 2011 zehnmal die J20 SuperElit (heute J20 Nationell) und ist damit Rekordmeister der höchsten schwedischen Juniorenliga.

## Spieler und Trainer

### Trainer
- Karl-Erik Eriksson, 1956–1960
- Lars Erik Lundvall, 1960–1963
- Curly Leachman, 1963–1964
- Lars Erik Lundvall, 1964–1969
- Arne Eriksson, 1969–1971
- Jack Bownass, 1971–1973
- Lars Erik Lundvall, 1973–1975
- Arne Strömberg, 1975–1978
- Leif Henriksson, 1978–1980
- Berny Karlsson, 1980–1981

- Len Lunde, 1981–1982
- Leif Henriksson, 1982–1983
- Kjell Jönsson, 1983–1984
- Roland Mattsson, 1984–1985
- Thommie Bergman, 1985–1987
- Conny Evensson, 1987–1989
- Lennart Åhlberg, 1989–1990
- Lars-Erik Esbjörs, 1990–1991
- Leif Boork, 1991–1994
- Ulf Labraaten, 1994–995

- Lasse Falk, 1995–1997
- Tommy Boustedt, 1997–2001
- Conny Evensson, 2001–2004
- Janne Karlsson, 2004 (Interimstrainer)
- Stephan Lundh, 2004–2006
- Per Bäckman, 2006–2007
- Roger Melin, 2007–2008
- Ulf Dahlén, 2008–2010
- Kent Johansson, 2010–2013
- Roger Rönnberg, seit 2013

### Mannschaftskapitäne
- Rune Johansson, 1945–1960
- Lars Erik Lundvall, 1960–1968
- Arne Carlsson, 1968–1969
- Lars-Erik Sjöberg, 1969–1974
- Henric Hedlund, 1974–1976
- Leif Henriksson, 1976–1977
- Lars-Erik Esbjörs, 1976–1979

- Anders Broström, 1979–1980
- Göran Nilsson, 1980–1983
- Thomas Kärrbrandt, 1983–1984
- Göran Nilsson, 1984–1985
- Hasse Sjöö, 1985–1987
- Jan Karlsson, 1987–1990
- Mikael Andersson, 1990–1992

- Terho Koskela, 1992–1995
- Christian Ruuttu, 1995–1996
- Henrik Nilsson, 1996–2000
- Mikael Andersson, 2000–2003
- Jonas Johnson, 2003–2008
- Niklas Andersson, 2008–2009
- Joel Lundqvist, seit 2009

### Vereinsinterne Rekorde
Enthalten sind sämtliche Vorrunden- und Play-off-Spiele.

#### Saison
| Tore  |                   |      |         |
| Platz | Spieler           | Tore | Saison  |
| 1.    | Thomas Sjögren    | 42   | 1987/88 |
|       | Ronald Pettersson | 42   | 1960/61 |
| 3.    | Magnus Kahnberg   | 38   | 2003/04 |
| 4.    | Kristian Huselius | 36   | 2000/01 |
| 5.    | Tomi Kallio       | 32   | 2005/06 |

| Assists |                  |         |         |
| Platz   | Spieler          | Assists | Saison  |
| 1.      | Ryan Lasch       | 51      | 2018/19 |
| 2.      | Niklas Andersson | 48      | 2005/06 |
| 3.      | Ryan Lasch       | 47      | 2015/16 |
| 4.      | John Newberry    | 45      | 1987/88 |
| 5.      | Mathis Olimb     | 44      | 2014/15 |

| Topscorer |                   |        |         |
| Platz     | Spieler           | Punkte | Saison  |
| 1.        | Kristian Huselius | 76     | 2000/01 |
| 2.        | Thomas Sjögren    | 75     | 1987/88 |
| 3.        | John Newberry     | 70     | 1987/88 |
|           | Ryan Lasch        | 70     | 2015/16 |
| 5.        | Ryan Lasch        | 69     | 2018/19 |

| Strafminuten |                  |              |         |
| Platz        | Spieler          | Strafminuten | Saison  |
| 1.           | Oscar Ackeström  | 152          | 2003/04 |
| 2.           | Patric Blomdahl  | 147          | 2008/09 |
| 3.           | Jens Karlsson    | 142          | 2002/03 |
| 4.           | Christian Ruuttu | 132          | 1995/96 |
| 5.           | Joel Lundqvist   | 125          | 2002/03 |

#### Insgesamt
| Tore  |                   |      |
| Platz | Spieler           | Tore |
| 1.    | Niklas Andersson  | 234  |
| 2.    | Patrik Carnbäck   | 205  |
| 3.    | Tomi Kallio       | 201  |
| 4.    | Magnus Kahnberg   | 197  |
| 5.    | Ronald Pettersson | 190  |

| Assists |                  |         |
| Platz   | Spieler          | Assists |
| 1.      | Niklas Andersson | 382     |
| 2.      | Joel Lundqvist   | 299     |
| 3.      | Patrik Carnbäck  | 265     |
| 4.      | Jonas Johnson    | 239     |
| 4.      | Tomi Kallio      | 226     |

| Topscorer |                  |        |
| Platz     | Spieler          | Punkte |
| 1.        | Niklas Andersson | 616    |
| 2.        | Joel Lundqvist   | 483    |
| 3.        | Patrik Carnbäck  | 470    |
| 4.        | Tomi Kallio      | 427    |
| 5.        | Jonas Johnson    | 419    |

| Spiele |                  |        |
| Platz  | Spieler          | Spiele |
| 1.     | Joel Lundqvist   | 876    |
| 2.     | Ronnie Sundin    | 861    |
| 3.     | Niklas Andersson | 705    |
| 4.     | Magnus Kahnberg  | 692    |
| 5.     | Stefan Larsson   | 675    |

### Nicht mehr zu vergebende Trikotnummern
Der Frölunda HC sperrte am 3. März 2002 folgende fünf Nummern:
- #13 Lars Erik Lundvall
  Insgesamt acht Spielzeiten für Frölunda als Mannschaftskapitän
- #14 Ronald „Sura Pelle“ Pettersson
 Sieben Spielzeiten im Verein
- #19 Jörgen Pettersson
  Insgesamt 13 Spielzeiten für Frölunda
- #23 Ronnie Sundin
  Insgesamt 16 Spielzeiten für Frölunda, über 800 Elitserien-Spiele, 77 Tore und 161 Assists
- #29 Stefan Larsson
  Bis auf zwei Spielzeiten verbrachte Larsson seine gesamte Karriere in Göteborg, insgesamt 16 Saisons

### Mitglieder der IIHF Hall of Fame
- Ulf Sterner, drei Spielzeiten für Frölunda, bevor er 1964 in die NHL wechselte, aufgenommen 2001.[3]
- Ronald „Sura Pelle“ Pettersson, 252 Spiele für das Schwedische Nationalteam, aufgenommen 2004.[3]
- Daniel Alfredsson, fünf Spielzeiten für Frölunda, bevor er in die NHL wechselte und dort 18 Spielzeiten verbrachte. Kehrte für die Saison 2004/05 zurück zu Frölunda. Gewann bei den Olympischen Winterspielen 2006 in Turin mit dem schwedischen Nationalteam die Goldmedaille, aufgenommen 2018.

Christian Ruuttu und Jorma Salmi wurden 2003 in die finnische Hockey Hall of Fame aufgenommen.